# Planeur de Colditz
Pour les articles homonymes, voir Colditz (homonymie).
Dimensions
Le planeur de Colditz (en anglais Colditz Cock, le « Coq de Colditz ») est un planeur fabriqué par des aviateurs, prisonniers de guerre britanniques, pour leur permettre de s'évader du château de Colditz (Oflag IV-C) durant la Seconde Guerre mondiale.

## Historique
L'engin a été imaginé et construit à partir de matériaux de récupération par les prisonniers de l'Oflag IVc dont le pilote automobile Tony Rolt, futur vainqueur des 24 heures du Mans. Pour cela ils ont volé des morceaux de bois et ont créé un faux mur pour cacher leur « atelier ». Leur planeur comporte des planches pour les longerons d’aile, des câbles électriques inutilisés pour les fils de contrôle, des lattes de lit pour les nervures, etc.
Le planeur fut achevé mais le plan d'évasion ne fut pas mis à exécution car le château fut libéré le 15 avril 1945. L'aérodyne devait prendre son envol depuis le toit pour aller de l’autre côté de la rivière Mulde, environ 60 mètres en contrebas de la forteresse.

## Évocations

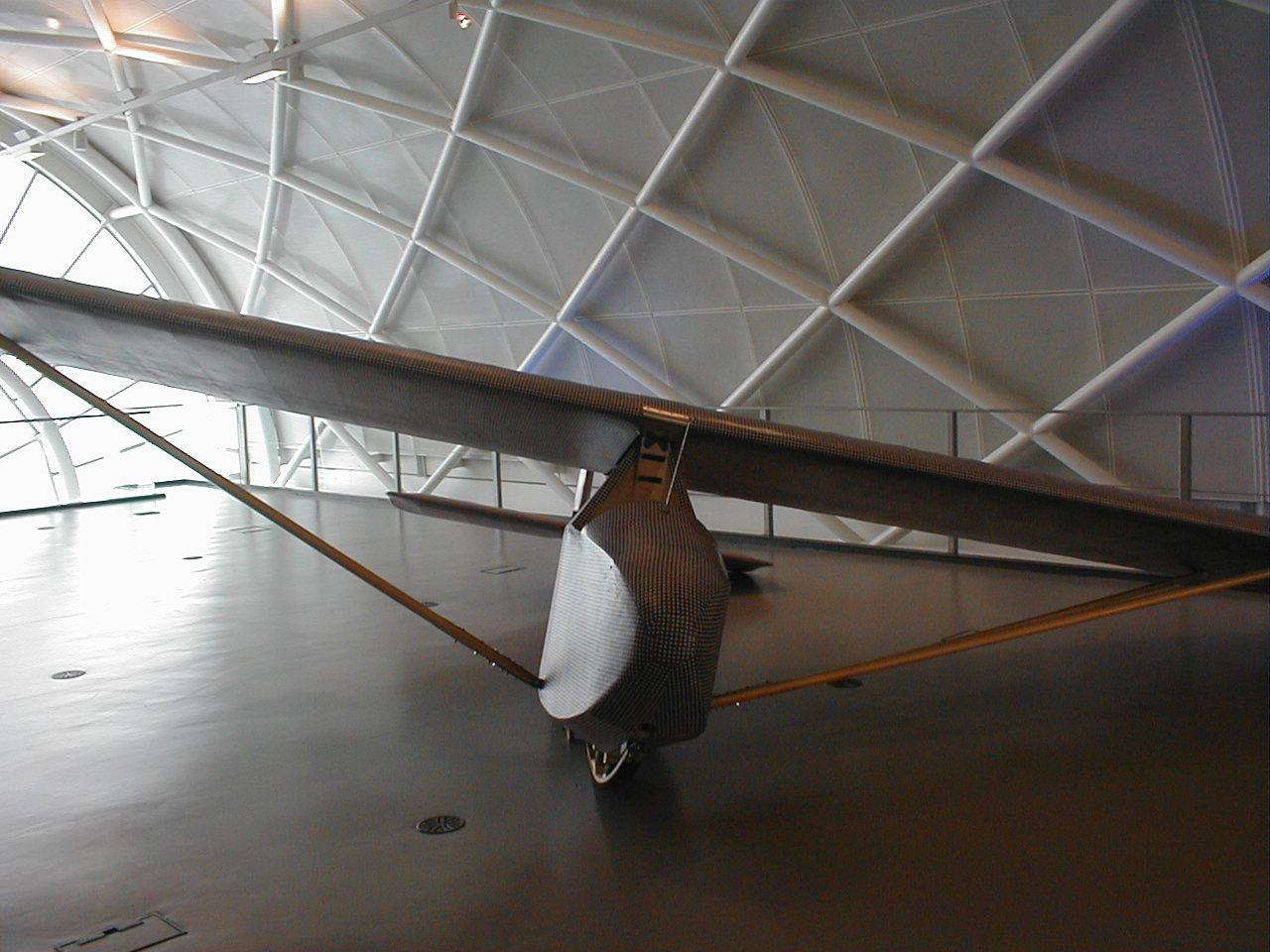
Réplique du planeur à l'Imperial War Museum.

- Une réplique du planeur existe à l'aérodrome de Göpfersdorf, en Allemagne, ainsi que dans l'Imperial War Museum Duxford, un annexe de l'Imperial War Museum de Londres.
- Dans le film d'animation Chicken Run, les personnages construisent un avion pour s'évader.
- La construction du planeur apparaît dans la série télévisée Colditz.
- Dans le jeu Commandos 2, on peut l'apercevoir dans la mission Colditz.
- On le retrouve également dans le jeu Prisoner of War lors de la dernière évasion.
- Un planeur est aussi évoqué comme moyen d'évasion dans la prison K.A.P.O.W. Camp du jeu de simulation d'évasion The Escapists 2.
- Un modèle du planeur est disponible pour le simulateur de vol libre Flightgear.

## Filmographie
- Colditz : les évadés de la forteresse d'Hitler (Die Unbeugsamen – Flucht aus Hitlers Elitegefängnis), un documentaire de Michael Wulfes (de), 52 min, 2006.